# Schrangen

Die Lage des Schrangen, rot markiert auf einem Stadtplan von 1910

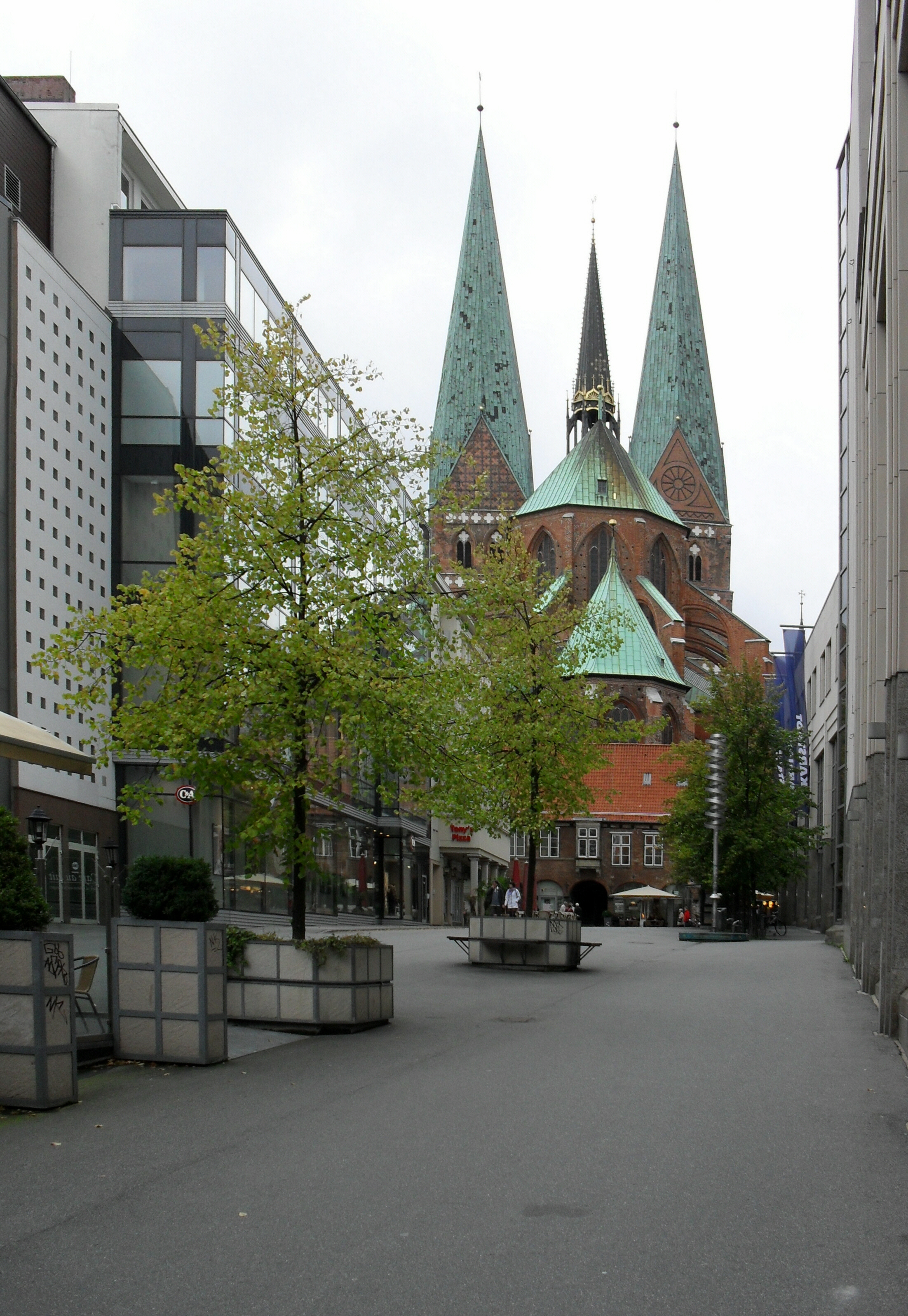
Der Schrangen, Blick in Richtung Breite Straße; im Hintergrund die Türme der Marienkirche

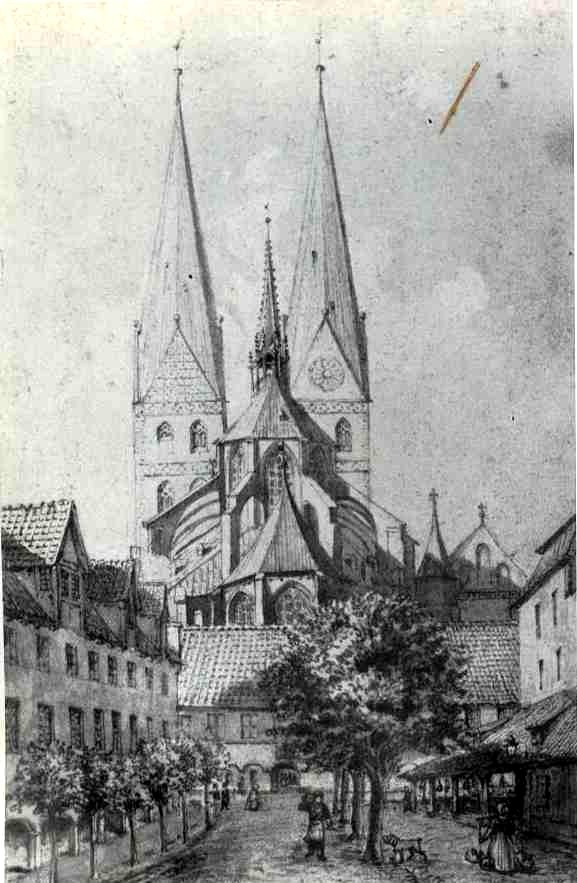
Carl Julius Milde: Blick über den oberen Schrangen auf die Marienkirche, 1847

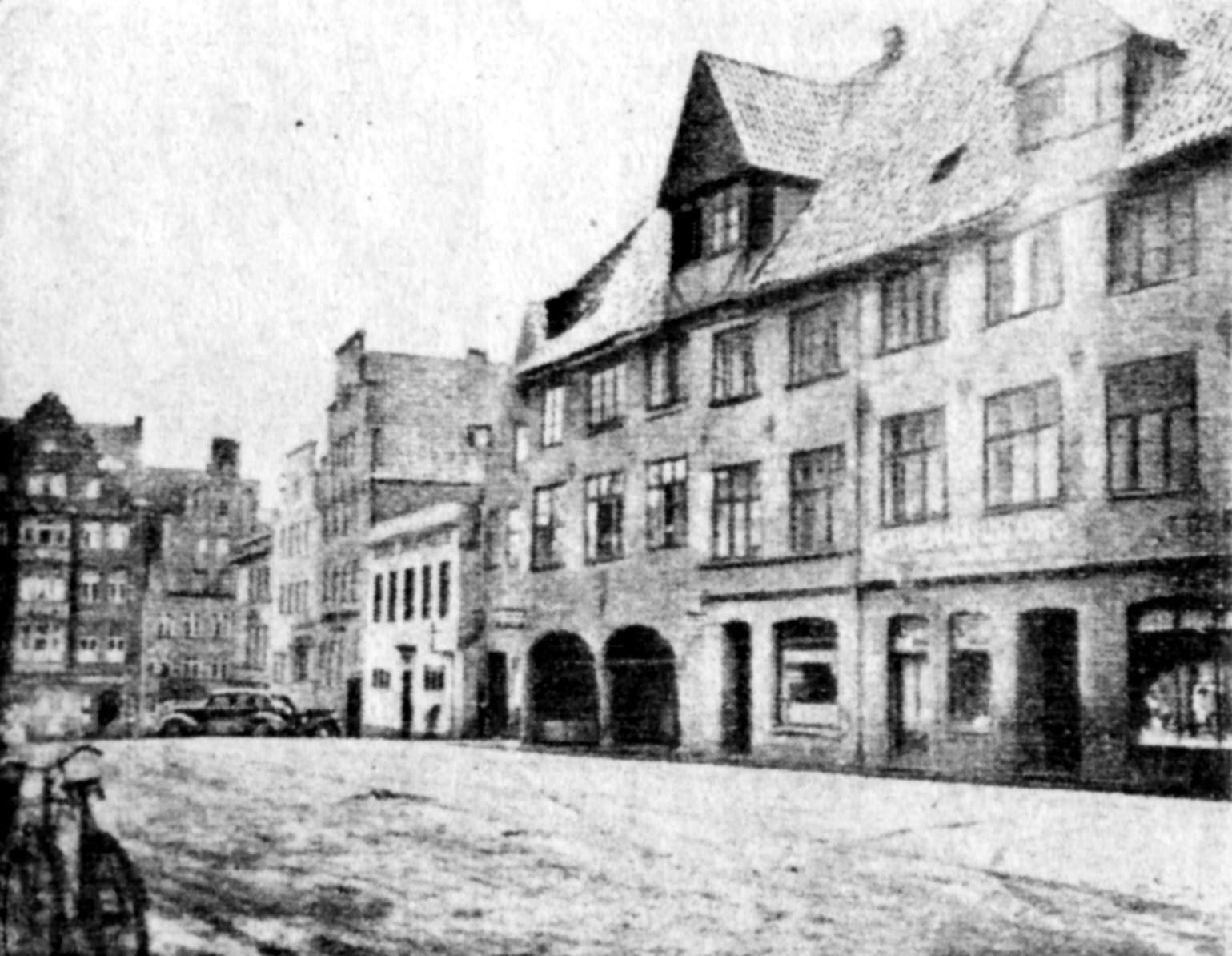
Der zusammengelegte Schrangen im Jahre 1937

Der  Schrangen ist eine Straße in der Lübecker Altstadt.

## Lage
Der etwa 100 Meter lange Schrangen befindet sich im Zentrum der Stadt in der Nord-West-Ecke des Johannis Quartiers. Er beginnt in der Breiten Straße gegenüber vom Kanzleigebäude und führt als platzartig breite Verbindung zur parallel verlaufenden Königstraße hinab.

## Geschichte
Seit dem 13. Jahrhundert befanden sich die Verkaufsbuden (niederdeutsch Schrangen, wörtlich ursprünglich Schranken im alten Sinne von Tischen oder Tresen) der Schlachter auf einem Platz an der Breiten Straße, gegenüber vom heutigen Kanzleigebäude. Dieser Platz bildete den eigentlich Schrangen genannten Bereich. Von der Königstraße her bildeten zwei schmale Gassen den Zugang, von denen die nördliche erstmals 1293 mit dem lateinischen Namen macella carnificum (Fleischmarkt der Schlachter) urkundlich erwähnt wird. 1457 lautet die niederdeutsche Bezeichnung Vleschschrangen (Fleischbuden), 1472 Küterstrate nach dem Begriff Küter für Schlachter. 1587 ist die Variante Kutterstraße belegt, 1700 dann die verballhornend wirkende Fassung Köterstraße. Die erste Erwähnung der südlichen Gasse mit dem lateinischen Namen platea praeconum (Gerichtsdiener-Straße) datiert von 1294. Die Bezeichnung bezog sich auf die hier gelegene Frohnerei, die Dienstwohnung der städtischen Büttel war und als Vollstreckungsort gerichtlich verhängter Strafen sowie als Gefängnis diente. Die niederdeutschen Namen Boddelstrate (1458) und Bodelstrate (1471), die beide Büttelstraße bedeuten, verweisen ebenfalls hierauf. Die Frohnerei wurde 1840 abgebrochen.
Bis 1845 war den Lübecker Schlachtern gesetzlich vorgeschrieben, ausschließlich auf dem Schrangen Fleisch zu verkaufen. Nach Aufhebung dieser Bestimmung verloren die Buden ihre Funktion, da die Schlachter es nunmehr vorzogen, ihre Ware in ihren Häusern anzubieten. Die Verkaufsstände wurden abgebrochen, der nunmehr frei gewordene Platz mit Bäumen bepflanzt. Die Bezeichnung Schrangen ging zunehmend auf die von der Königstraße hinaufführenden Gassen über, und 1884 wurde diese Entwicklung bestätigt, als die nördliche Gasse den bereits geraume Zeit verwendeten Namen Alter Schrangen auch amtlich erhielt und die südliche zum Kleinen Schrangen wurde. Der Platz, der den eigentlichen Schrangen darstellte, war bereits 1852 mit einem neu errichteten Spritzenhaus bebaut worden und vollkommen verschwunden.
In den Jahren 1928 und 1929 wurden die Gebäude zwischen dem Alten und dem Kleinen Schrangen auf ganzer Länge zwischen Breiter Straße und Königstraße abgerissen und eine platzartig breite neue Straße geschaffen. Die beiden Gassen hörten formell 1931 zu bestehen auf und gingen in den neu angelegten Schrangen auf.

## Architektur
Dominiert wird der Schrangen heute von den beiden 1993–1997 neu errichteten Karstadt-Kaufhausbauten, welche die gesamte Nordseite sowie die Südseite zur Königstraße hin einnehmen. Historische Bauten existieren nicht mehr, seitdem zugunsten eines ausgesprochen schmucklosen Warenhaus-Neubaus im Jahre 1960 die bis dahin erhalten gebliebenen mittelalterlichen Arkadenhäuser an der Südseite abgebrochen wurden.
Die künftige Gestaltung der wenig reizvollen Asphaltfläche des Schrangen ist seit Jahren umstritten. Lange Zeit hatte die Stadt Lübeck keinerlei Konzept; das gegenwärtige Gesicht der Straße mit Bäumen in Pflanzkübeln und einem als Dauerprovisorium errichteten Gastronomiebetrieb spiegelt dies durch seine Behelfsmäßigkeit wider. Während Bürgerbefragungen stets ergaben, dass in der Öffentlichkeit eine dauerhafte Bepflanzung und Gestaltung als ansprechender Aufenthaltsplatz favorisiert wird, lehnten Architekten und Stadtplaner diese Vorstellungen ebenso regelmäßig als nicht probat für die Formung innerstädtischer Räume ab. Zuletzt entschied sich die Stadtverwaltung für die Errichtung eines massiven Gastronomiegebäudes, was auf erhebliche Kritik stieß, da hierdurch der Blick auf die Marienkirche beeinträchtigt würde. Diese Planungen sind mittlerweile wieder hinfällig, unter anderem, da sich herausstellte, dass es keine Gastronomen gibt, die an einer Nutzung des Gebäudes interessiert wären. Die Zukunft des Schrangen ist somit weiterhin offen.